# Synopsys
A Synopsys, é uma empresa norte-americana, líder em vendas de software de design eletrónico (EDA).[carece de fontes?] A Synopsys oferece uma ampla gama de outros produtos utilizados no projeto de circuitos integrados (ASIC), síntese lógica, síntese comportamental, verificação formal, linguagem de descrição de hardware (SystemC, SystemVerilog/Verilog, VHDL) simuladores de circuitos. Nos últimos anos, a Synopsys também se expandiu para o mercado de segurança de aplicações, oferecendo soluções para o teste personalizado e de código aberto.

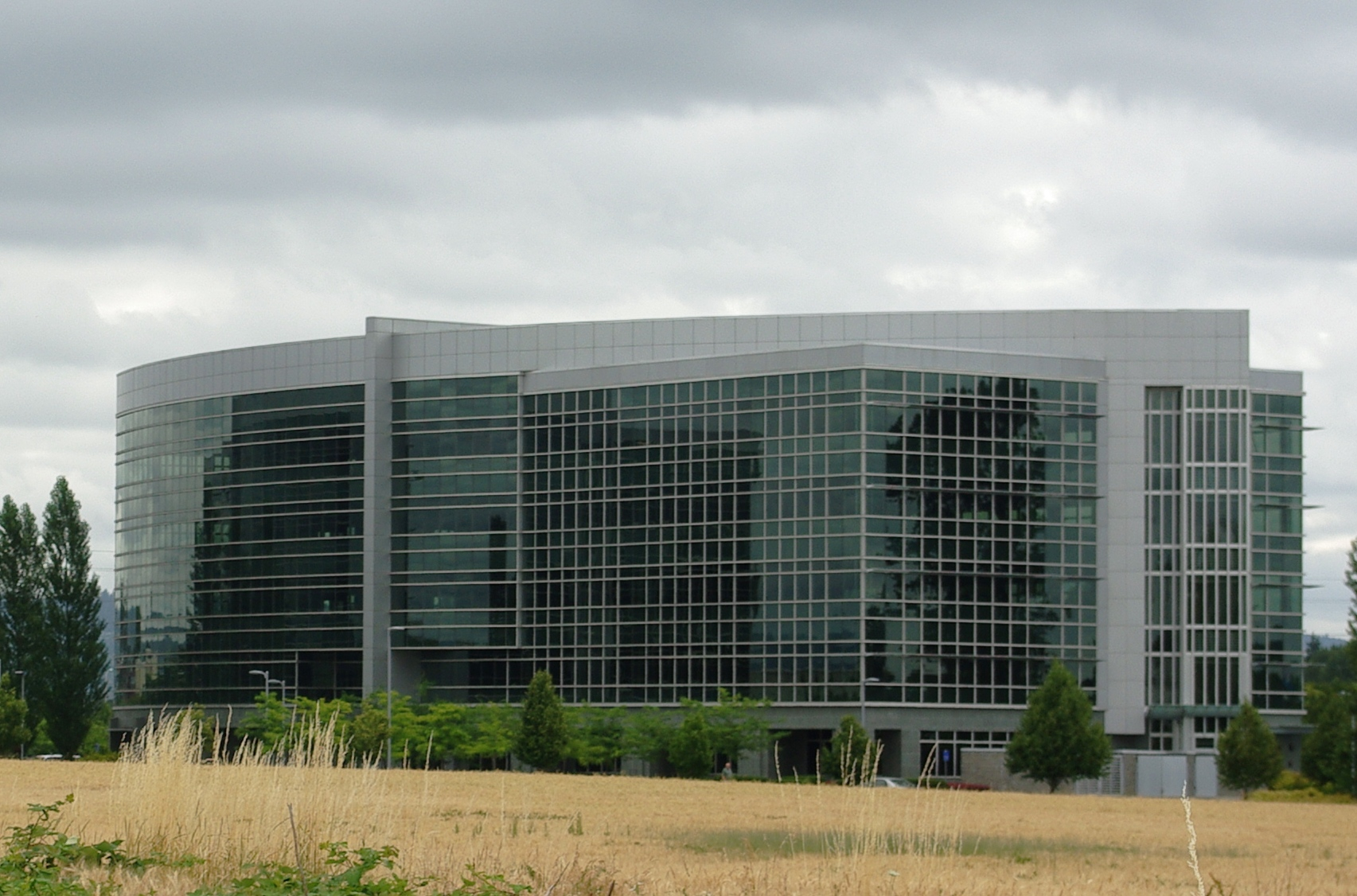
Campus em Hillsboro